# Jens Brygmann
Jens Brygmann (* 10. Dezember 1960 in Kolvra, Viborg Kommune) ist ein dänischer Schauspieler und Komponist.

## Leben
Jens Brygmann wuchs als Sohn des Gastwirts Curt Brygmann (19. Februar 1922–28. Oktober 2022) und der Pädagogin Helga Traberg (27. April 1927–16. November 2016) in Kolvra nahe Viborg auf. Er hat eine Schwester (* 1953) und zwei Brüder, die beiden Schauspieler Lars Brygmann und Martin Brygmann.
Er absolvierte seine Schauspielausbildung von 1978 bis 1983 an der Staatlichen Theaterhochschule in Kopenhagen. Als Bühnendarsteller wirkte er in zahlreichen Theaterstücken, Musicals und in Kabarett-Programmen mit, so unter anderem auch am Folketeatret, am Odense Teater oder am Theater Helsingør. Seit 1995 hat er als Schauspieler vor der Kamera in bislang mehr als 20 Film-und-Fernsehproduktionen mitgewirkt. Brygmann ist seit Ende der 1980er-Jahre als Komponist tätig. Er komponierte mehrere Songs für die im Jahr 1989 gegründete Band Nekromantix. Für seine Kompositionen für Filmmusik wurde er bislang einmal mit dem Robert ausgezeichnet. Er ist auch als Schauspielcoach tätig.
Jens Brygmann ist geschieden und lebt in Kopenhagen. Seine Tochter Karoline Brygmann (* 1985) ist ebenfalls als Schauspielerin tätig.

## Filmografie (Auswahl)
- 1995: Harmony
- 1996: Hector
- 1999: Lommebogen (Kurzfilm)
- 2001: Den gode Son
- 2002: Kletter-Ida
- 2002: Halalabad Blues
- 2005: Der Adler – Die Spur des Verbrechens (Fernsehserie, 1 Folge)